# I. e. 193
Évszázadok: i. e. 3. század – i. e. 2. század – i. e. 1. század
Évtizedek: i. e. 240-es évek – i. e. 230-as évek – i. e. 220-as évek – i. e. 210-es évek – i. e. 200-as évek – i. e. 190-es évek – i. e. 180-as évek – i. e. 170-es évek – i. e. 160-as évek – i. e. 150-es évek – i. e. 140-es évek
Évek: i. e. 198 – i. e. 197 – i. e. 196 – i. e. 195 –  i. e. 194 – i. e. 193 – i. e. 192 – i. e. 191 – i. e. 190 – i. e. 189 – i. e. 188

## Események

### Hellenisztikus birodalmak
- III. Antiokhosz szeleukida király lánya, Kleopátra feleségül meg V. Ptolemaiosz egyiptomi fáraóhoz.
- II. Eumenész pergamoni király segítséget kér Rómától a Görögországot fenyegető III. Antiokhosz miatt. A rómaiak Titus Quinctius Flamininust küldik tárgyalni, de Antiokhosz nem fogadja el őt a görögök képviselőjének és csak akkor hajlandó távozni Görögországból, ha Róma is ezt teszi.
- Meghal III. Antiokhosz fia, Antiokhosz trónörökös és a király megszakítja a tárgyalásokat.
- Flaminius igyekszik egy Antiokhosz-ellenes görög szövetséget összekovácsolni. Az Akháj Szövetség hadat üzen az Antiokhosz-párti Aitóliai Szövetségnek.
- Nabisz spártai türannosz elkezdi visszafoglalja a korábban elvesztett területeket, többek között Spárta korábbi legfontosabb kikötővárosát, Güthiónt.

### Róma
- Lucius Cornelius Merulát és Quintus Minucius Thermust választják consulnak.
- Észak-Itáliában a lázadó ligurok ostrom alá veszik Pisaet. L. Cornelius consul felmenti a várost, de nem érzi elég erősnek seregét az összecsapáshoz, ezért védekező állásba vonul.
- Q. Minucius a szintén lázadó boiusok ellen vonul és a mutinai csatában legyőzi őket.
- Hispaniában P. Cornelius Scipio praetor legyőzi a római uralom miatt lázongó ibér törzseket és a fosztogató lusitanokat.

## Fordítás
- Ez a szócikk részben vagy egészben  a(z)   193 BC című angol Wikipédia-szócikk ezen változatának fordításán alapul.  Az eredeti cikk szerkesztőit annak laptörténete sorolja fel. Ez a jelzés csupán a megfogalmazás eredetét és a szerzői jogokat jelzi, nem szolgál a cikkben szereplő információk forrásmegjelöléseként.